# Суперкомп'ютер Національного центру управління обороною
Суперкомп'ютер Національного центру управління обороною — програмно-апаратний комплекс, розташований в Москві на набережній Фрунзе і має продуктивність 16 петафлопс. Є найпотужнішим військовим суперкомп'ютером на планеті. Обсяг збереженої інформації суперкомп'ютера становить 236 петабайт, він призначений для прогнозування розвитку збройних конфліктів і здатний аналізувати ситуацію і робити висновки, ґрунтуючись на інформації про минулі конфлікти.
В базі суперкомп'ютера містяться дані за найбільшими військовими конфліктами сучасності. За секунду пристрій здатний обробляти обсяг інформації рівний 50 бібліотек ім. Леніна. Продуктивність і обсяг пам'яті суперкомп'ютера НЦУО в рази вище ніж у суперкомп'ютера Пентагону.

## См. також
- TOP500 — проект щодо складання рейтингу і описів 500 найпотужніших суспільно відомих обчислювальних систем світу.